# Eliel Saarinen
Gottlieb Eliel Saarinen (n. 20 august 1873, Rantasalmi, Finlanda – d. 1 iulie 1950, Bloomfield Hills, Michigan, Statele Unite ale Americii) a fost un arhitect finlandez - american, faimos pentru clădirile sale Art Deco construite la începutul secolului 20.

## Biografie

### Finlanda
Saarinen a studiat arhitectura la Helsinki la Helsinki University of Technology⁠(d), Universitatea tehnologică din Helsinki. Între 1896 și 1905 a format un parteneriat arhitectural cu Herman Gesellius⁠(d) și Armas Lindgren⁠(d) la firma purtând numele lor de familie, Gesellius, Lindgren & Saarinen.
Prima sa operă arhitecturală majoră a fost pavilionul finlandez de la Expoziție universală din 1900, lucrare care a expus o extraordinară convergență de influențe stilistice, așa cum sunt arhitectura tradițională finlandeză în lemn, neo-goticul britanic și Jugendstil. Maniera stilistică timpurie a lui Saarinen a emulat în Scandinavia, fiind denumită ulterior stil romantic național⁠(d), culminând în proiectul Gării Centrale⁠(d) din Helsinki, designată în 1904 și construită între 1910 și 1914.

## Galerie de imagini

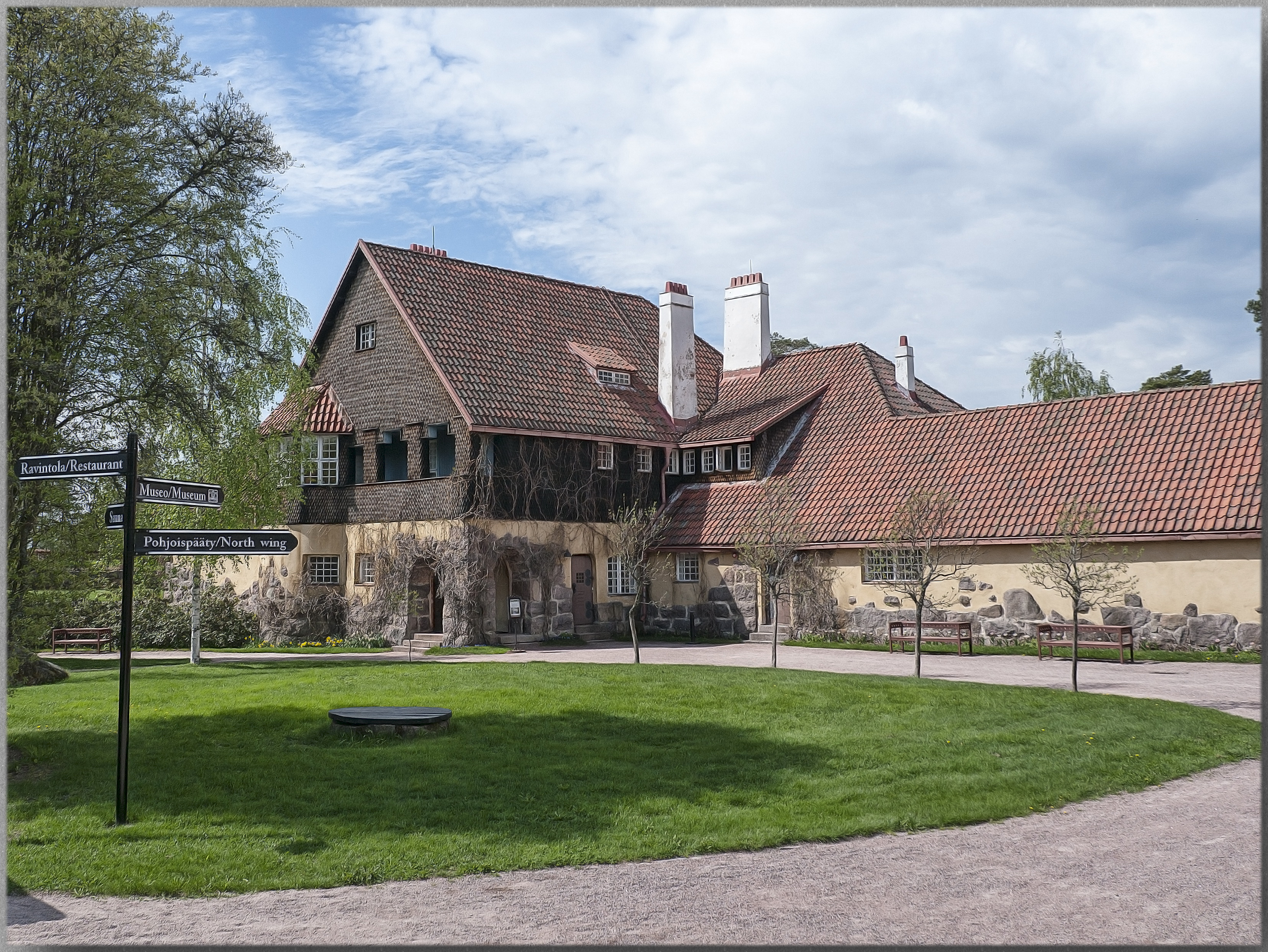
Complexul Hvitträsk din Kirkkonummi, proiectat de firma Gesellius, Lindgren și Saarinen, devenit ulterior locuința personală a lui Eliel Saarinen
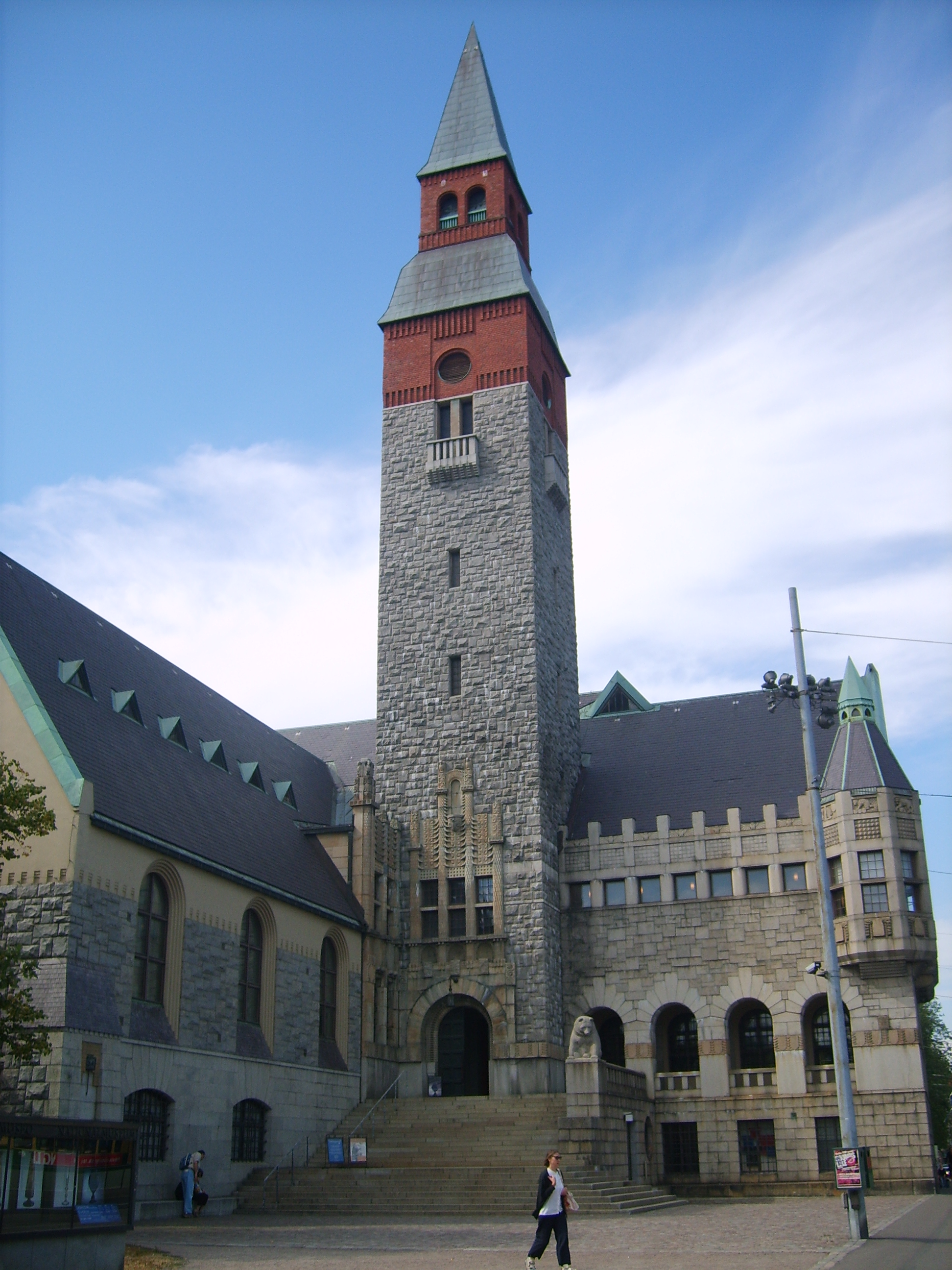
Muzeul Național al Finlandei — construit între 1905 - 1910, arhitecți Herman Gesellius, Armas Lindgren și Eliel Saarinen